# Duran Duran
Duran Duran — англійський поп-рок-гурт, створений у Бірмінгемі в 1978 році. Назву колектив одержав за іменем головного негативного персонажа фільму «Барбарелла». У стилістичному плані творчість гурту пов'язують з напрямками «нової хвилі» та електропопу.
Нарівні з Depeche Mode, група Duran Duran вважається провідною одиницею комерційної музики початку 1980-х. Починаючи з 1980-х, 21 сингл гурту потрапив у чарт Billboard Hot 100 та 30 синглів — у британську Top 10, зокрема це сингли «The Reflex» (1-ше місце в США та у Великій Британії, 1984) з «A View to Kill» (1-ше місце в США, 2-ге місце в Великій Британії, тема до фільму про Джеймса Бонда, 1985 р.). Загальна кількість проданих аудіозаписів команди оцінюється числом до 100 мільйонів.
Гурт був створений клавішником Ніком Роудсом і басистом Джоном Тейлором, пізніше до них приєднався барабанник Роджер Тейлор, а після численних кадрових змін, гітарист Енді Тейлор і вокаліст Саймон Ле Бон. Вп'ятьох вони становили найуспішніший склад групи

## Історія

### 1978—1980: Формування та перші роки
Джон Тейлор і Нік Роудс сформували Duran Duran в Бірмінгемі, Англія в 1978 році, де вони стали гуртом-резидентом міського нічного клубу «Rum Runner». У клубі вони за сумісництвом працюють, Джон швейцаром, а Нік діджеєм за £ 10 за ніч. Вони починають репетирувати й регулярно грати. Крім «Runner», клубу Роудс і Тейлора, поблизу існувало безліч нічних клубів, але серед них, був один «особливий», де такі групи, як «The Sex Pistols» і «The Clash» грали свої концерти, і називався він «Barbarella 's ». Завдяки цьому, вони й стали називати групу «Duran Duran», після того, як дізналися про персонажа з «Барбарелли», французького науково-фантастичного фільму Роже Вадима. Персонажа, якого грає Міло О'Ші, звуть «Доктор Дюран Дюран» (фр. Dr. Durand Durand).
Першим вокалістом групи був Стівен Даффі. Незабаром, до Тейлора, Роудса й Даффі приєднався Саймон Коллі. Коллі був бас-гітаристом, Тейлор — гітаристом, а Роудс — клавішником. Це був перший повний склад групи, який давав концерти. Для ударних і перкусії, була використана електронна драм-машина, що належала Роудс. Коллі покинув групу перед приходом до групи Енді Тейлора. Гурт влаштовував прослуховування гітаристів (здебільшого, без успіху), а також для вокалістів після того, як Даффі залишив Duran Duran на початку 1979 року. Серед небагатьох вокалістів яких вони мали до Саймона Ле Бона, був Енді Вікетт, який був одним з авторів ранньої версії пісні «Girls on Film», під час його перебування в групі, як вокаліста, згідно з автобіографією Енді Тейлора. Вікетт також фігурує на деяких з демозаписів групи, які були представлені EMI. Відповідно до обох сайтів Вікетта і Джона Тейлора, Вікетт був співавтором пісні «See Me, Repeat Me», яка стала знана як рання версія пісні «Rio». Після Коллі й від'їзду Вікетта, в гурт приходить співак Джефф Томас і гітарист Алан Кертіс, кожен з яких буде в групі протягом відносно короткого періоду, перш ніж остаточно зупинитися на Енді Тейлорі, як провідному гітаристу і Ле Боні, як вокалісту в 1980 році.
Зустріч барабанника Роджера Тейлора в 1979 році з Джоном Тейлором, Роудсом і Вікеттом на вечірці, а також догляд Коллі, привели до того, що Джон Тейлор перемкнувся на бас-гітару. Роджер Тейлор потім став їх основним барабанником. Саме цей склад (Джон Тейлор на бас-гітарі разом з Роудсом, Вікеттом і Роджером Тейлором), який зробив перший демозапис гурту. У квітні 1980 року гітарист Енді Тейлор приїхав з Ньюкасла прослуховуватися по відгуку на рекламу в «Melody Maker». У травні 1980 року в Лондоні вокаліст Саймон Ле Бон був рекомендований гурту експодругою Саймона, яка працювала в «Rum Runner». Власники клубу, брати Пол і Майкл Берроу, став менеджерами групи, сплачуючи їм за роботу швейцарів, диск-жокеїв і басбоїв, коли вони не проводили репетиції. Тоді ж вони записали дві демокасети та виступали в клубах по всьому Бірмінгему і Лондону. Наприкінці 1980-го, гастролюючи, вони виступили на розігріві в Хейзел О'Коннор, таким чином, гурт привернув увагу і, в результаті, вони стали метою для компаній звукозапису, що конкурують: EMI і Phonogramm Records. В грудні Duran Duran підписали контракт з «EMI».

## Стиль
Гурт, як правило, розглядають як частину «нової романтичної сцени», з оригінальним стилем і хореографією, на зразок «Spandau Ballet», «Japan» і «Visage».  Duran Duran були одним з перших гуртів, які почали працювали над власними реміксами. Такі версії пісень були доступні лише на вінілі.
Від початку спільної роботи всі члени групи мали гостре відчуття візуального стилю. Вони працювали зі стилістом Перрі Хейнсом та дизайнерами моди, як-от Kahn & Bell і Antony Price, щоб створити чіткий і елегантний образ. У 1990-х роках вони працювали з Вів'єн Вествуд, а у 2000-х роках з Джорджо Армані. Гурт тісно співпрацював з графічним дизайнером Малкольмом Гарреттом та багатьма іншими протягом багатьох років, щоб створити обкладинки альбомів, туристичні програми та інші матеріали.

## Склад групи
- Саймон Ле Бон  — вокал
- Нік Роудс[en] (справжнє ім'я Ніколас Джеймс Бейтс) — клавішні
- Джон Тейлор  — бас-гітара
- Роджер Тейлор — ударні (не плутати з ударником гурту Queen)

Тейлори в цій групі не є родичами.
Колишні члени гурту:
- Енді Тейлор[en] — гітара
- Воррен Куккурулло[en] — гітара
- Стерлінг Кемпбелл[en] — ударні

## Дискографія
- 1981: Duran Duran
- 1982: Rio
- 1983: Seven and the Ragged Tiger
- 1986: Notorious
- 1988: Big Thing
- 1990: Liberty
- 1993: Duran Duran (відомий також, як The Wedding Album)
- 1995: Thank You
- 1997: Medazzaland
- 2000: Pop Trash
- 2004: Astronaut
- 2007: Red Carpet Massacre
- 2010: All You Need Is Now
- 2015: Paper Gods
- 2021: Future Past

### Живі альбоми
- 1984: Arena
- 2005: Live From London
- 2009: Live at Hammersmith 82!
- 2012: A Diamond in the Mind: Live 2011

### Збірки
- 1989: Decade: Greatest Hits
- 1998: Night Versions
- 1998: Greatest
- 2000: The Essential Collection
- 2012: The Biggest and the Best

### Міні-альбом
- 1981: Nite Romantics
- 1982: Night Versions
- 1982: Carnival
- 1984: Tiger! Tiger!
- 1985: Mixing
- 1986: Strange Behavior
- 1987: Master Mixes
- 2010: From Mediterranea with Love
- 2011: RDS Showcase